# Myeong-wangseong
Myeong-wangseong (명왕성?), noto anche con il titolo internazionale Pluto, è un film del 2012 scritto e diretto da Shin Su-won.

## Trama
Un gruppo di studenti, appartenenti a un istituto esclusivo ed estremamente elitario, si rende colpevole di crimini efferati, e alcuni dei ragazzi si dimostrano pronti a tutto per non essere condannati dalle autorità.

## Distribuzione
In Corea del Sud la pellicola è stata distribuita dalla Sidus FNH a partire dall'11 luglio 2013.